# 206級潛艇
206級潛艇（U型潛艇）是一種小型近岸柴電潛艇，由德國哈德威造船廠（HDW）以之前205級為基礎，於冷戰中期的1962年開發設計完成，並在1970年代開始服役於德國海軍，未來計畫服役至2012年後將全數除役，由新一代212A級潛艇完全取代。

## 概述
西德於1960年開始建造二次大戰後第一款全新設計的201級潛艇，並且首次採用低磁性鋼材建造，可減低引爆磁性水雷的機會，提升在淺水海域操作的生存性，但201級在1962年服役後出現嚴重的生鏽問題，只建造3艘就停止，後續的9艘被全數取消，改為使用普通強化鋼材建造205級，吸收201級的失敗經驗對低磁性強化鋼進行改良後，206級潛艇恢復採用低磁性強化鋼建造。
由於二次大戰期間同盟國的海上運輸受到納粹德國海軍潛艇部隊的極大威脅，而且損失甚重，德國被盟國佔領結束後分裂為東德和西德，西德在1956年成立西德海軍，但西德受限於波恩專約的軍備管制，不得裝備排水量超過350公噸的潛艇，因排水量實在太小，1962年上限獲准增加至500噸。206級的水面排水量450噸，水下为498吨，适合在水浅的波罗的海活动，但是遠航操作能力無可避免不及千噸級以上的潛艇。206級潛艇的細小排水量是二戰後，西德海軍軍備受限的結果，隨著西德與西歐各國達成和解，到1980年代西歐已不再反對西德海軍開發更大型的潛艇，到1990年兩德統一，之前的專約由最終解決德國問題條約取代，雖然條約限制德軍的規模，但沒有限制德國海軍潛艇的排水量，德國海軍後續建造排水量達到1800噸的212A級潛艇。
西德在1976年委託英國維克斯船廠，為以色列建造3艘由206級潛艇修改的海浪级潜艇，因為以色列沒有受到潛艇排水量的限制，所以海浪级是206級的加長版，排水量增至600噸，206級的艦首配備8管21寸魚雷管。因為內部空間受制於其不足500噸的排水量，所以沒有預留空間放置備用的魚雷，8支魚雷管會預先裝入1枚魚雷，合共配備8枚魚雷。雖然沒有備用魚雷，但魚雷管的後部仍可開啟，可供放出突擊隊或緊急時供船員逃生。採用構造較簡單及安靜的游出式魚雷管，不設魚雷彈射裝置，由魚雷自身的動力游出魚雷管。206級最初採用DM2A1重型魚雷，採用較安靜的電力推進。潛艇的兩側可加裝布放水雷的容器，可掛載24枚水雷。雖然噸位細小，但其設計及建造工藝結合西德的工業基礎及應用潛艇的豐富經驗，在細小的空間下佈局合理，專注於北海及波羅的海的操作能力，並具有良好的靜音性能，使西德海軍的潛艇部隊在冷戰期間成為在北海及波羅的海不可忽視的水中力量。
1987年，德國海軍為18艘206級潛艇中的12艘進行性能提升及現代化工程，完成後升級改稱為206A級潛艇，但在212A級潛艇服役後，206A級逐漸除役，目前已從德國海軍全數退役，部分被封存等待外國買家接手，當中的2艘獲哥倫比亞海軍購入。简氏2011年3月23日报道，泰国海军决定从德国购买两艘旧的206A级潜艇，不過最終沒有成交。206級是因應限武條約的規範而採用排水量500噸的設計，但是細小的艦體對糧食、燃料及武器的攜帶量都受到很大的限制，其主要配合西德海軍在波羅的海及北海操作的需求，以便就近回港補給，而大西洋的潛艦作戰則由其他北約成員國分工。由於206級的細小設計難以適應國際市場的需求，只有以色列採用，並稍為放大至600噸成為海浪級潛艇，以色列當年採用的原因之一是西德政府同意提供補貼。因為大部分國家的海軍在外購潛艦時大多要求有較全面的性能，不可能滿足於只攜帶8枚魚雷及近海操作的206級，因此呂北克工程事務所與哈德威造船廠另外開發排水量過千噸的209級潛艇專供外銷市場。

## 同級艇
| 艦籍番號 | 艦名 | 動工       | 下水       | 服役           | 除役           | 現況               |
| -------- | ---- | ---------- | ---------- | -------------- | -------------- | ------------------ |
| S192     | U13  |            |            | 1973年4月19日  | 1997年9月23日  | 報廢               |
| S193     | U14  |            |            | 1973年4月19日  | 1997年9月23日  | 報廢               |
| S194     | U15  | 1970年6月  | 1972年6月  | 1974年7月14日  | 2010年12月14日 |                    |
| S195     | U16  | 1970年11月 | 1972年8月  | 1973年11月9日  | 2011年3月31日  |                    |
| S196     | U17  | 1970年10月 | 1972年10月 | 1973年11月28日 | 2010年12月14日 |                    |
| S197     | U18  | 1971年4月  | 1972年10月 | 1973年12月19日 | 2011年3月31日  |                    |
| S198     | U19  |            |            | 1973年11月9日  | 1998年8月23日  | 報廢               |
| S199     | U20  |            |            | 1974年5月24日  | 1996年9月26日  | 報廢               |
| S170     | U21  |            |            | 1974年8月16日  | 1998年6月3日   | 報廢               |
| S171     | U22  | 1971年11月 | 1973年3月  | 1974年7月26日  | 2008年12月18日 |                    |
| S172     | U23  | 1972年3月  | 1973年5月  | 1975年5月2日   | 2011年3月31日  | 轉售給哥倫比亞海軍 |
| S173     | U24  | 1972年3月  | 1973年6月  | 1974年10月16日 | 2011年3月31日  | 轉售給哥倫比亞海軍 |
| S174     | U25  | 1971年7月  | 1973年5月  | 1973年4月19日  | 2008年1月31日  |                    |
| S175     | U26  | 1972年7月  | 1973年11月 | 1975年3月13日  | 2005年11月9日  |                    |
| S176     | U27  |            |            | 1974年10月16日 | 1996年6月13日  | 報廢               |
| S177     | U28  | 1972年10月 | 1974年1月  | 1974年12月18日 | 2004年6月30日  | 報廢               |
| S178     | U29  | 1972年1月  | 1973年11月 | 1974年11月27日 | 2006年12月31日 | 報廢               |
| S179     | U30  | 1972年12月 | 1974年4月  | 1975年3月13日  | 2007年1月31日  |                    |

## 影像

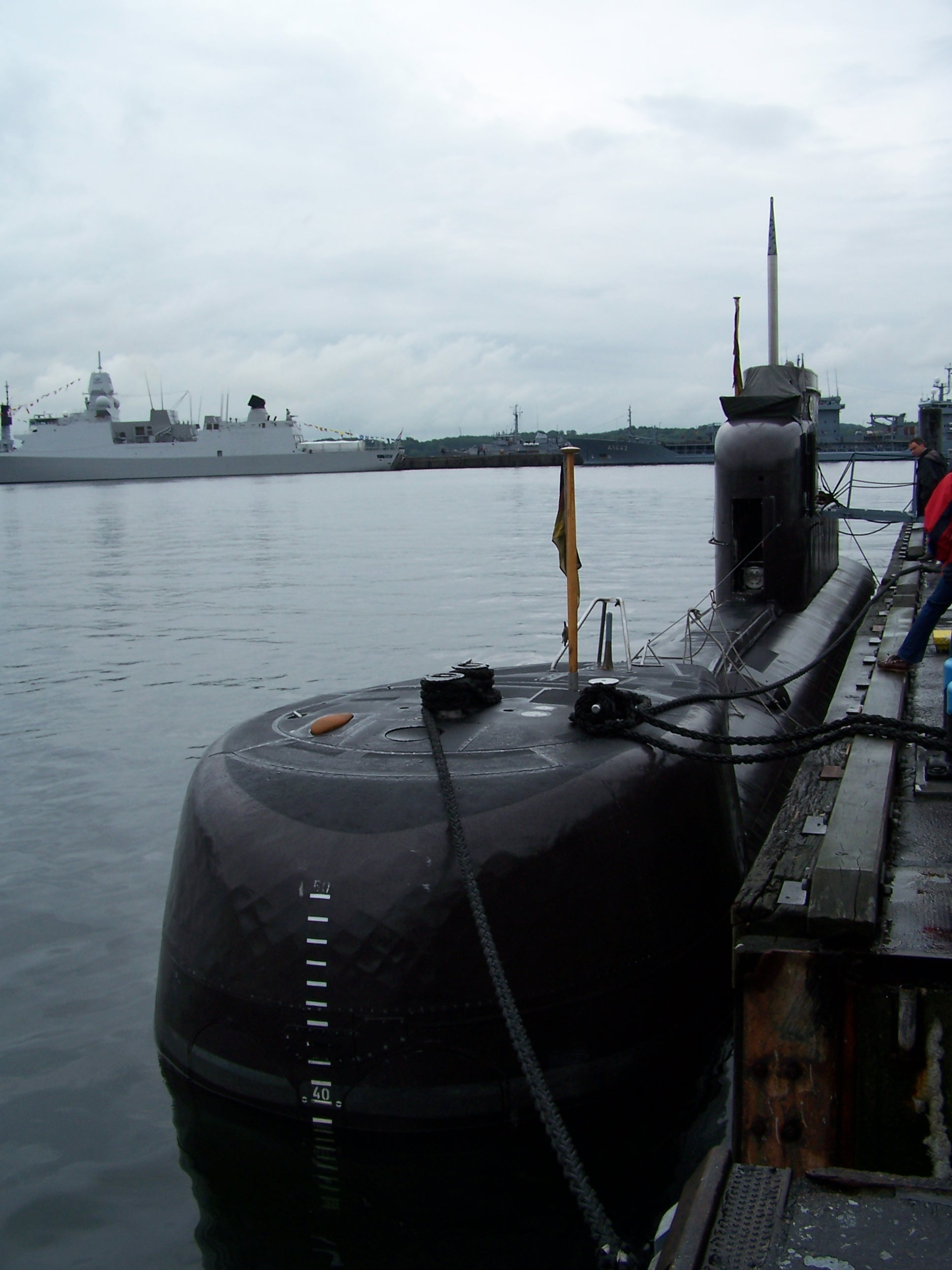
德國海軍的U15潛艇。
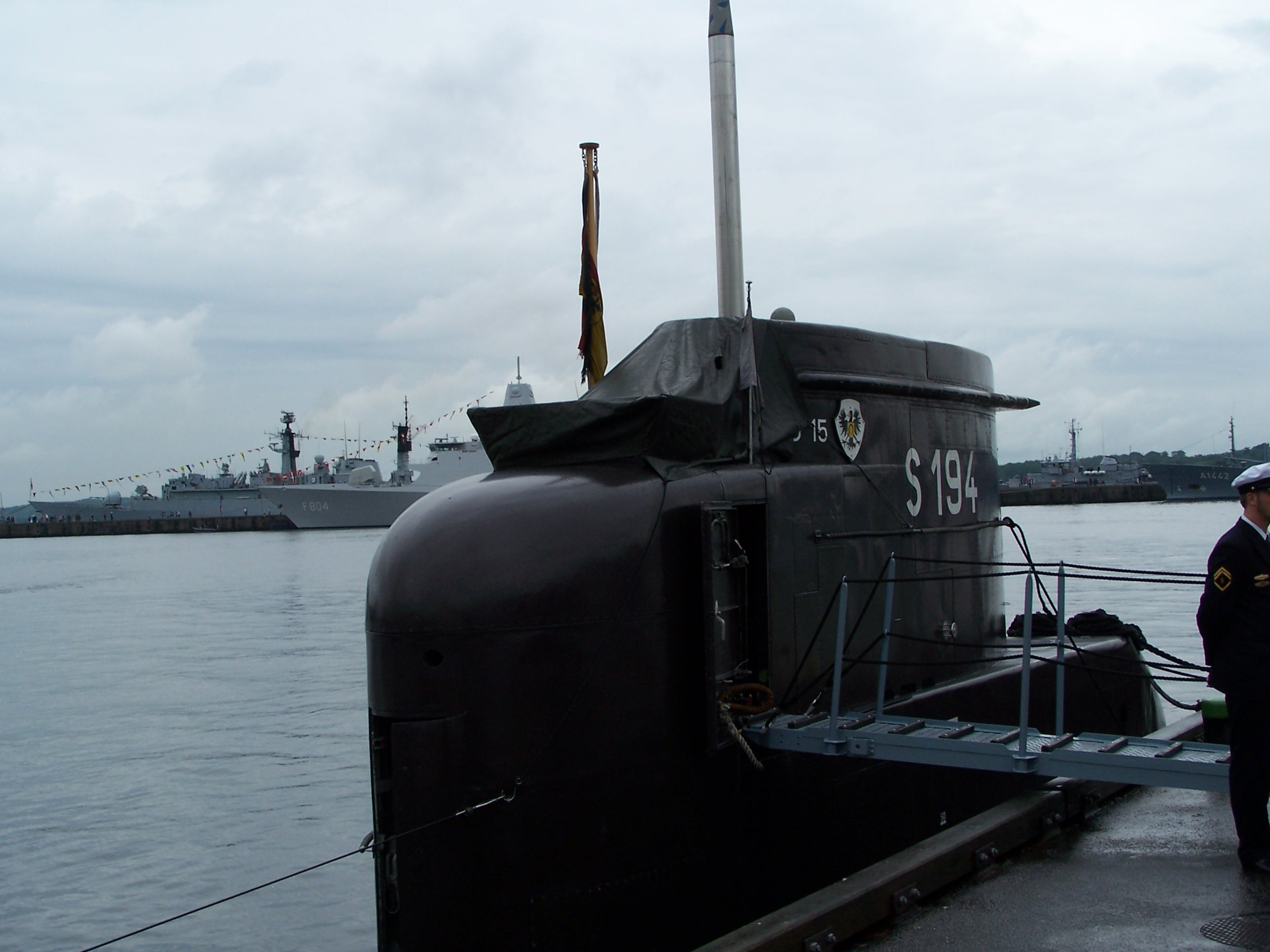
U15潛艇的指揮塔。
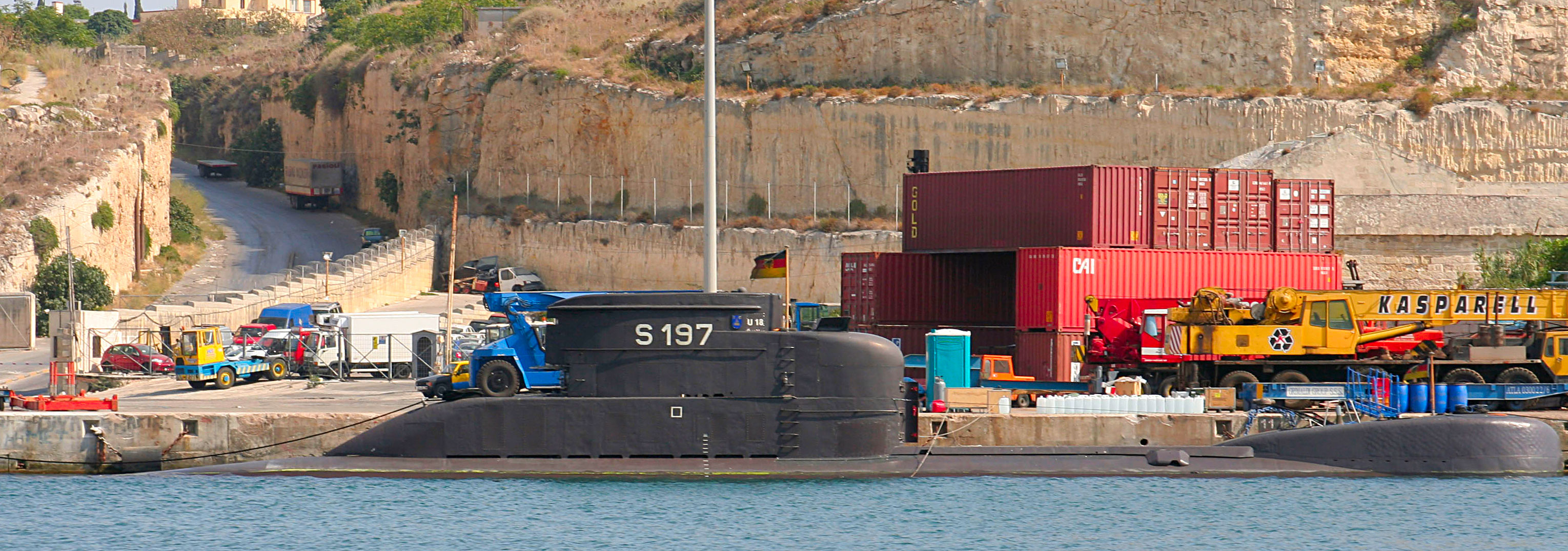
停泊港口、番名U18（德语：U 18 (Bundeswehr)）的潛艇。

## 外部連結
- 近海潛艦代表首推德製206A型自由時報
- 官方網站 - Uboot Klasse 206 A（页面存档备份，存于）